# Bleke oeverzwaluw
De bleke oeverzwaluw (Riparia diluta) is een zangvogel uit de familie Hirundinidae (Zwaluwen).

## Verspreiding en leefgebied
Deze soort komt voor in centraal Azië en telt zes ondersoorten:
- R. d. gavrilova: centraal en zuidwestelijk Siberië.
- R. d. transbaykalica: het zuidelijke deel van Centraal-Siberië.
- R. d. diluta: zuidelijk en zuidoostelijk Kazachstan.
- R. d. indica: Pakistan en noordelijk India.
- R. d. tibetana: zuidwestelijk China.
- R. d. fohkienensis: centraal en oostelijk China.

## Status
De grootte van de populatie is niet gekwantificeerd maar de soort wordt omschreven als plaatselijk algemeen. Op de Rode lijst van de IUCN heeft deze soort de status niet bedreigd.